# منتخب الكويت تحت 21 سنة لكرة القدم
منتخب الكويت لكرة القدم هو منتخب تحت 21 سنة وهو ممثل الكويت الرسمي في رياضة كرة القدم و في بطولات كرة القدم تحت 21 سنة.